# S7 Airlines
A S7 Airlines , legalmente a JSC Siberia Airlines (em russo : АО «Авиакомпания" Сибирь "» , "АО Aviakompania Sibir"), é uma companhia aérea com sede em Ob , Novosibirsk Oblast , Rússia ,  com escritórios em Moscovo .  A partir de 2008, é a maior companhia aérea doméstica da Rússia, com suas principais bases no Aeroporto Internacional Domodedovo e no Aeroporto Tolmachevo . 

## História

### Primeiros anos
S7 Airlines Ilyushin Il-86 anteriormente operado pela Vnukovo Airlines
O que é agora a S7 Airlines começou em 1957 como "o esquadrão unido de Tolmachevo " da Direção Geral de Aviação Civil da União Soviética . Após a desintegração da União Soviética e durante as reformas econômicas russas dos anos 90, uma Siberia Airlines estatal foi criada com base no esquadrão em 1992 e depois privatizada em 1994. No mesmo ano, a Sibéria recebeu um código de companhia aérea da IATA. 
Em 1997, a Siberia Airlines tentou comprar a Vnukovo Airlines , para tornar Moscou seu próximo hub principal, mas isso não aconteceu. Após a crise financeira russa de 1998 , a Vnukovo Airlines estava caminhando para a falência , e a Siberia Airlines aconselhou a fusão, mas a Vnukovo recusou. Em 1999, a Siberia Airlines assinou um documento para assumir a Vnukovo Airlines, no caso de a Vnukovo interromper as operações devido à insolvência. 

### Desenvolvimento desde os anos 2000
A Siberia Airlines começou a se fundir com a Vnukovo Airlines em 2001. [ citação necessário ] No mesmo ano, a companhia aérea absorveu a Baikal Airlines e, em 2004, a companhia aérea absorveu a Chelyabinsk Airlines e a Enkor .  Em 2002, a Siberia Airlines iniciou seus serviços da antiga base da Vnukovo Airlines em Moscou-Vnukovo , mas depois de algum tempo mudou todos os voos (incluindo os voos charter de Moscou-Sheremetyevo ) para Moscou-Domodedovo .
As primeiras aeronaves não russas, Airbus A310s , foram adquiridas em 2004. No verão de 2004, durante o Farnborough Airshow , a empresa assinou um memorando de entendimento para a compra de cinquenta Sukhoi Superjet 100 , com a primeira a ser entregue em 2007. No entanto, o posteriormente, a companhia aérea abandonou seus planos de encomendar esta aeronave, alegando que as especificações alteradas da aeronave não atendiam mais aos seus requisitos. 
A Siberia Airlines renomeou-se como S7 Airlines em 2005. 
De acordo com uma resolução da Associação Internacional de Transporte Aéreo (IATA), a partir de dezembro de 2006, a companhia aérea começou a publicar suas tarifas para destinos internacionais originários da Rússia em euros , em vez de dólares americanos . Isso resultou em um aumento na tarifa, pois a taxa de conversão utilizada foi de 1 euro = 1 dólar americano. Sobretaxas de combustível também foram publicadas em euros. Suas tarifas domésticas ainda deveriam ser mostradas na moeda local.  Também em dezembro de 2006, a companhia aérea se tornou a segunda transportadora aérea russa a concluir e passar na Auditoria de Segurança Operacional IATA , que é o primeiro padrão global de segurança aérea. 
Foi anunciado em abril de 2007 que uma nova divisão havia sido criada dentro da companhia aérea, chamada Globus . Esta divisão deveria se concentrar em voos charter para turistas para destinos de férias estrangeiros. Inicialmente, as aeronaves dessa divisão seriam retiradas da frota principal, mas durante 2010-2014, dez aeronaves Boeing 737-800 foram arrendadas com um layout totalmente econômico, com a opção de outras dez aeronaves. 
S7 juntou-se à aliança de companhias aéreas da Oneworld em 2010. 
Em novembro de 2015, a S7 Airlines fez uma oferta para adquirir uma participação majoritária na Transaero falida . No entanto, a proposta foi rejeitada pelos acionistas. 
Em 2016, a banda americana OK Go fez uma parceria com o S7 para filmar um videoclipe "zero-g" para a música " Upside Down & Inside Out ", a bordo de uma aeronave de gravidade reduzida . 
Em 28 de agosto de 2018, a S7 anunciou o investimento de US $ 192,87 milhões para uma nova fábrica do seu plano de negócios "Victory" em Moscou. O investimento deverá produzir 1000 empregos. 
De acordo com o Official Airline Guide (OAG) , em 2019 o S7 ficou em sexto lugar na lista dos dez melhores entre as companhias aéreas europeias mais pontuais. 
Em dezembro de 2018, alguns meses após a conclusão da compra do Sea Launch  a empresa controladora foi renomeada de S7 Group para S7 AirSpace Corporation para refletir a transição de um negócio exclusivo da aviação. 
Em 31 de março de 2019, a presidente e co-proprietária Natalia Fileva morreu após o avião particular da Epic LT em que ela sofreu um acidente durante o pouso no aeroporto de Frankfurt Egelsbach . 
Em agosto de 2019, a S7 Airlines anunciou o trabalho de caridade, coletando o apoio financeiro para as florestas da Sibéria, prejudicadas por incêndios em massa. Portanto, a companhia aérea decidiu colorir um dos Airbus A320-200 para a pintura híbrida-retro, para sublinhar seu nome técnico e anterior - Siberia Airlines, combinando duas cores: 1992-2005 e 2017-hoje. 
Também em agosto de 2019, o chefe da companhia aérea anunciou que a S7 Airlines e a Globus Airlines se fundirão até dezembro de 2019, fechando assim as operações da segunda companhia aérea. 

## Desempenho financeiro e operacional
Há desempenho financeiro e operacional da S7 Airlines a partir de 2011:

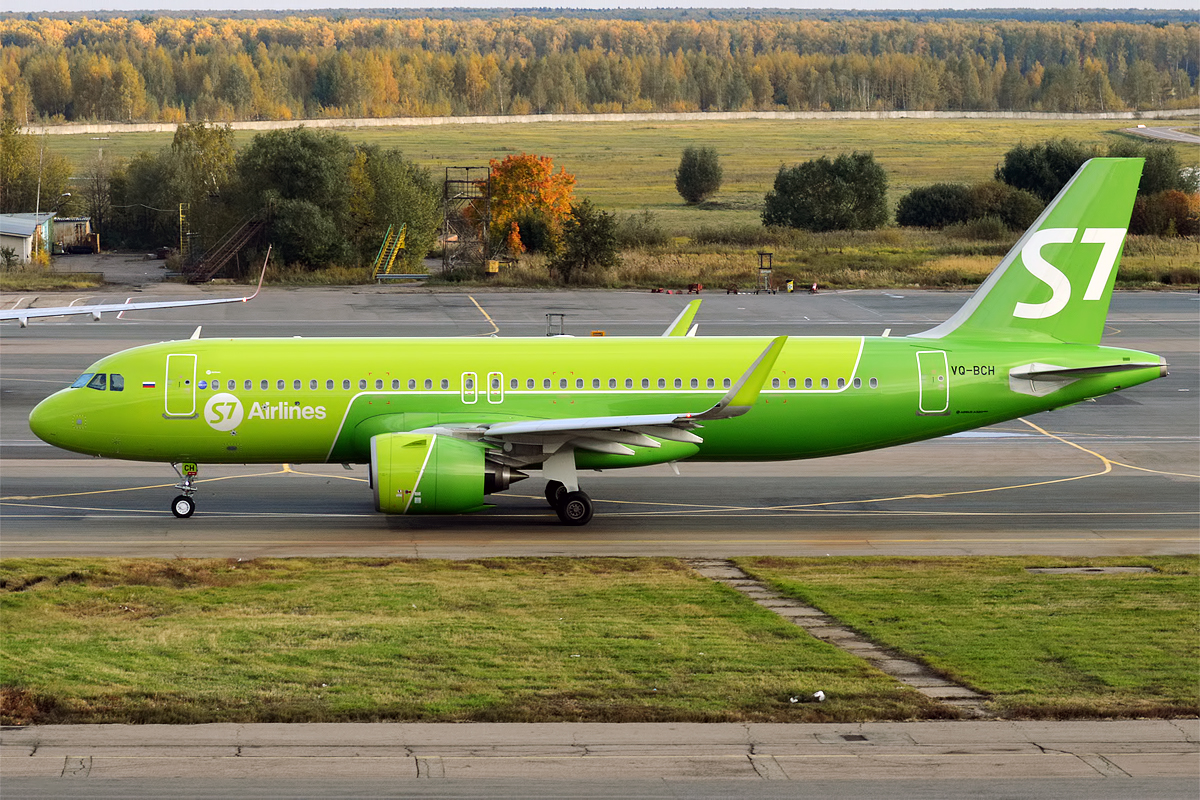
Airbus A320neo da S7 Airlines.

|                                             | 2011   | 2012   | 2013   | 2014   | 2015   | 2016    | 2017    |
| ------------------------------------------- | ------ | ------ | ------ | ------ | ------ | ------- | ------- |
| Passengers flown (millions)                 | 5,128  | 6,351  | 7,085  | 7,938  | 8,207  | 9,509   | 9,948   |
| — Domestic flights (millions)               | 3,548  | 4,010  | 4,385  | 5,093  | 5,526  | 6,673   | 6,881   |
| — International flights (millions)          | 1,580  | 2,341  | 2,700  | 2,845  | 2,681  | 2,836   | 3,067   |
| Chair occupancy, %                          | 75,6   | 80,1   | 80,9   | 80,0   | 80,3   | 85,2    | 85,3    |
| Turnover (rubles, billion)                  | 45,264 | 55,864 | 62,721 | 70,706 | 82,215 | 108,111 | 117,722 |
| Net Profit (rubles, million)                | 734    | 546    | 702    | 868    | 923    | 2,896   | 4,432   |
| Number of employees                         | —      | 2,507  | 2,711  | 2,672  | 2,752  | 2,571   | 2,878   |
| Number of aircraft (at the end of the year) | —      | 38     | 43     | 45     | 45     | 46      | 62      |
| Source                                      | [ 2 ]  | [ 2 ]  | [ 3 ]  | [ 4 ]  | [ 5 ]  | [ 6 ]   | [ 7 ]   |

## Destinos
Cabine S7 Airlines Airbus A320-200[ 
Artigo principal: Lista de destinos da S7 Airlines
A S7 Airlines opera em quase 150 destinos nacionalmente na Rússia e internacionalmente na Europa e Ásia.

### Acordos de compartilhamento de código
O S7 possui acordos de codeshare com as seguintes companhias aéreas: 
- Companhias Aéreas do Egeu
- Aeroflot
- Companhias aéreas do Azerbaijão
- Aigle Azur
- Air Astana
- Air Italy
- Air Moldova
- Companhias Aéreas de Asiana
- Aurora
- Belavia
- British Airways
- Cathay Pacific
- Cyprus Airways
- El Al
- Emirados
- Etihad Airways
- Companhias Aéreas de Hainan
- Iberia
- Companhias Aéreas do Japão
- Companhias Aéreas de Montenegro
- NordStar
- Qatar Airways
- Royal Air Maroc
- Royal Jordanian
- Linhas aéreas de Singapura
- TAP Air Portugal
- Companhias Aéreas de Ural
- Uzbekistan Airways
- Linhas aéreas de Yamal

## Frota
A frota S7 Airlines em 12 de outubro de 2017 consiste nas seguintes aeronaves:
| Aeronaves        | Quantidade | Ordens | Passageiros | Passageiros | Passageiros | Notas                                                                |
| Aeronaves        | Quantidade | Ordens | B           | E           | Total       | Notas                                                                |
| ---------------- | ---------- | ------ | ----------- | ----------- | ----------- | -------------------------------------------------------------------- |
| Airbus A319-100  | 19         | —      | —           | 144         | 144         |                                                                      |
| Airbus A320-200  | 18         |        | 8           | 156         | 164         |                                                                      |
| Airbus A320neo   | 3          |        | TBA         | TBA         | TBA         |                                                                      |
| Airbus A321-200  | 7          | 3      | —           | 219 220     | 219 220     |                                                                      |
| Airbus A321neo   | —          | 5      | TBA         | TBA         | TBA         | Entregues a partir de 2017                                           |
| Boeing 737-800   | 19         | 6      | 12          | 148         | 160         |                                                                      |
| Boeing 737-800   | 19         | 6      | 8           | 164         | 172         |                                                                      |
| Boeing 737-800   | 19         | 6      | 12          | 156         | 178         |                                                                      |
| Boeing 737-8 MAX | —          | 9      | TBA         | TBA         | TBA         | Operações por Globus Airlines a entrega em Setembro de 2018 para ALC |
| Boeing 767-300ER | 2          | —      | 18          | 222         | 240         | Para ser extinto em 2017. Substituído por Airbus A321neo             |
| Embraer E170     | 7          | 13     | TBA         | TBA         | TBA         |                                                                      |
| Total            | 75         | 36     |             |             |             |                                                                      |

A partir de 12 de outubro de 2016, a idade média da frota da S7 Airlines era de 9,6 anos.

### Frota aposentada
Em momentos diferentes, a frota da S7 Airlines consistia nas seguintes aeronaves: 
| Aeronaves          | Introduzido | Aposentado | Substituição                       | Notas                                          |
| ------------------ | ----------- | ---------- | ---------------------------------- | ---------------------------------------------- |
| Airbus A310-200    | 2004        | 2010       | Família Airbus A320 Boeing 737-800 |                                                |
| Airbus A310-300    | 2004        | 2014       | Família Airbus A320 Boeing 737-800 | Um caiu como o voo 778 da S7 Airlines          |
| Antonov An-24      | 1992        | 2000       | Boeing 737 Classic                 |                                                |
| Boeing 737-400     | 2006        | 2008       | Boeing 737-800                     | Transferido para a subsidiária Globus Airlines |
| Boeing 737-500     | 2005        | 2009       | Boeing 737-800                     |                                                |
| Boeing 767-300ER   | 2008        | 2017       | Airbus A321neo                     |                                                |
| Ilyushin Il-86     | 1992        | 2008       | Boeing 767-300ER                   |                                                |
| Tupolev Tu-154B-2  | 1992        | 2004       | Boeing 737-500                     | Um caiu quando o voo 1047 da Siberia Airlines  |
| Tupolev Tu-154M    | 1992        | 2009       | Família Airbus A320 Boeing 737-800 | Um caiu quando o voo 1812 da Siberia Airlines  |
| Tupolev Tu-204-100 | 1992        | 2006       | Airbus A310 Airbus A319            |                                                |

## Incidentes e acidentes
- Em 4 de outubro de 2001, o voo 1812 da Siberia Airlines , um Tupolev Tu-154M , registro RA-85693, a caminho de Tel Aviv para Novosibirsk, caiu no Mar Negro, perto de Sochi , depois de ser atingido por um míssil S-200V superfície-ar. lançado como parte de um exercício de defesa aérea ucraniano realizado no Cabo Opuk (ou Chuluk) na Crimeia . Todas as 78 pessoas a bordo foram mortas.
- Em 24 de agosto de 2004, o voo 1047 da Siberia Airlines , um Tupolev Tu-154B2 , registro RA-85556, a caminho de Moscou para Sochi, explodiu e caiu devido a um atentado terrorista perto de Rostov-on-Don, na Rússia, matando todas as 46 pessoas a bordo .
- Em 9 de julho de 2006, o voo 778 da S7 Airlines , um Airbus A310 com 193 passageiros e 10 tripulantes, sofreu um acidente de pouso no Aeroporto Internacional de Irkutsk, na Sibéria. O jato não conseguiu desacelerar no pouso, atravessou a pista e colidiu com uma barricada de concreto; 125 pessoas morreram.

## Ligação externa
- «Sítio oficial»